# Lai Changxing
Lai Changxing (chinesisch 賴昌星 / 赖昌星, Pinyin Lài Chāngxīng; * 15. September 1958 in Jinjiang, Volksrepublik China; Spitzname: Dickerchen Lai) ist ein chinesischer Geschäftsmann und Anführer einer kriminellen Schmugglerorganisation. Am 18. Mai 2012 wurde er deshalb zu lebenslanger Freiheitsstrafe verurteilt.

## Leben

### Jugend
Lai Changxing hat sieben Geschwister. Seine Eltern waren arme Bauern. Er besuchte nur drei Jahre eine Schule.
Mit Freunden gründete er 1979 eine Autoreparaturwerkstätte. 1991 adoptierte ihn ein Bekannter aus Hongkong. Dies brachte ihm Reisefreiheiten und andere geschäftliche Vorteile. 1994 gründete er eine Import- und Exportfirma namens Yuanhua die in Xiamen ansässig war.

### Schmuggel
Lai Changxing soll laut den chinesischen Behörden zwischen 1996 und 1999 Anführer eines Schmugglersyndikats gewesen sein. Der Ring soll Waren im Wert von rund 5 Milliarden Euro illegal importiert haben, indem er Häfen und Transportwege, Tankstellen und Immobilien kontrollierte. Es handelt sich unter anderem um Autos, Erdöl, Zigaretten und Elektronik. Dabei soll er Geschäftspartner, Zollbeamte und Funktionäre der Kommunistischen Partei bestochen haben.
1999 floh Lai Changxing mit einem Speedboat nach Hongkong, danach weiter nach Vancouver.

### Asyl in Kanada
In Kanada beantragte Lai Changxing Asyl, da ihm in China Folter und die Todesstrafe drohe. Nach einem fast zwölfjährigen Auslieferungsverfahren wurde er schließlich am Wochenende des 23./24. Juli 2011 den chinesischen Behörden überstellt. Die chinesische Regierung verpflichtete sich zuvor,  Lai Changxing weder zum Tode zu verurteilen, noch ihn in der Haft zu foltern und sicherte einen öffentlichen Prozess sowie Anwalt zu. Im April 2012 wurde der Prozess vor dem Mittleren Volksgericht in Xiamen eröffnet. Am 18. Mai 2012 wurde er wegen Schmuggels und aktiver Bestechung zu lebenslanger Freiheitsstrafe verurteilt.

## Rotes Haus
Nach Lai Changxings Flucht wurde das "Rote Haus" mit Massagesalons, Karaoke-Zimmern und Suiten beschlagnahmt und sollte als öffentliche "Korruptionsausstellung" dienen. Da es zu einem unerwarteten Besucheransturm kam, wurde das Museum nach wenigen Wochen wieder geschlossen und ist derzeit (Juli 2011) als Fortbildungszentrum in Betrieb.